# Philippe Caroit
 (septembre 2016).
Si vous disposez d'ouvrages ou d'articles de référence ou si vous connaissez des sites web de qualité traitant du thème abordé ici, merci de compléter l'article en donnant les références utiles à sa vérifiabilité et en les liant à la section « Notes et références ».
Pour les articles homonymes, voir Caroit.
Ne doit pas être confondu avec Philippe Catoire.
Philippe Caroit est un acteur français, né le 29 septembre 1959 à Paris.

## Biographie
Philippe Caroit, quatrième d'une famille de sept enfants, naît en 1959 à Paris. De son union avec Caroline Tresca naît Blanche en 1998. Depuis le 12 décembre 2022 il est père d'un garçon prénommé Lucien.
Il étudie l'art dramatique au conservatoire de Montpellier, puis quitte ses études de médecine alors qu'il est à Cochin, pour entrer au Théâtre du Soleil d'Ariane Mnouchkine.
Il commence sa carrière de comédien dans des films « art et essai ».
Il pratique également la peinture. Polyglotte, il tourne régulièrement en Italie, en Angleterre et plus récemment en Allemagne.
Auteur et adaptateur de pièces de théâtre, il publie en novembre 2020 son premier roman La Malédiction de l'escargot.

## Filmographie

### Acteur

#### Cinéma
- 1981 : La Femme de l'aviateur d'Éric Rohmer
- 1982 : Enigma de Jeannot Szwarc
- 1983 : Liberty Belle de Pascal Kané
- 1984 : Par où t'es rentré ? On t'a pas vu sortir de Philippe Clair
- 1986 : Deux Enfoirés à Saint-Tropez de Max Pécas
- 1987 : La Rumba de Roger Hanin
- 1987 : En toute innocence d'Alain Jessua
- 1988 : In extremis d'Olivier Lorsac
- 1989 : Cher frangin de Gérard Mordillat
- 1991 : Milena de Véra Belmont
- 1992 : Les Eaux dormantes de Jacques Tréfouël
- 1993 : Vortice mortale
- 2000 : Les Savates du bon Dieu de Jean-Claude Brisseau
- 2006 : Je pense à vous de Pascal Bonitzer
- 2008 : Les Randonneurs à Saint-Tropez de Philippe Harel
- 2009 : Tricheuse de Jean-François Davy
- 2013 : Retour à la vie (Talking to the Trees) d'Ilaria Borelli
- 2014 : Valentin Valentin de Pascal Thomas
- 2016 : Vive la crise de Jean-François Davy
- 2017 : L'Orage Africain-Un continent sous influence de Sylvestre Amoussou
- 2018 : Moi et le Che de Patrice Gautier

#### Télévision

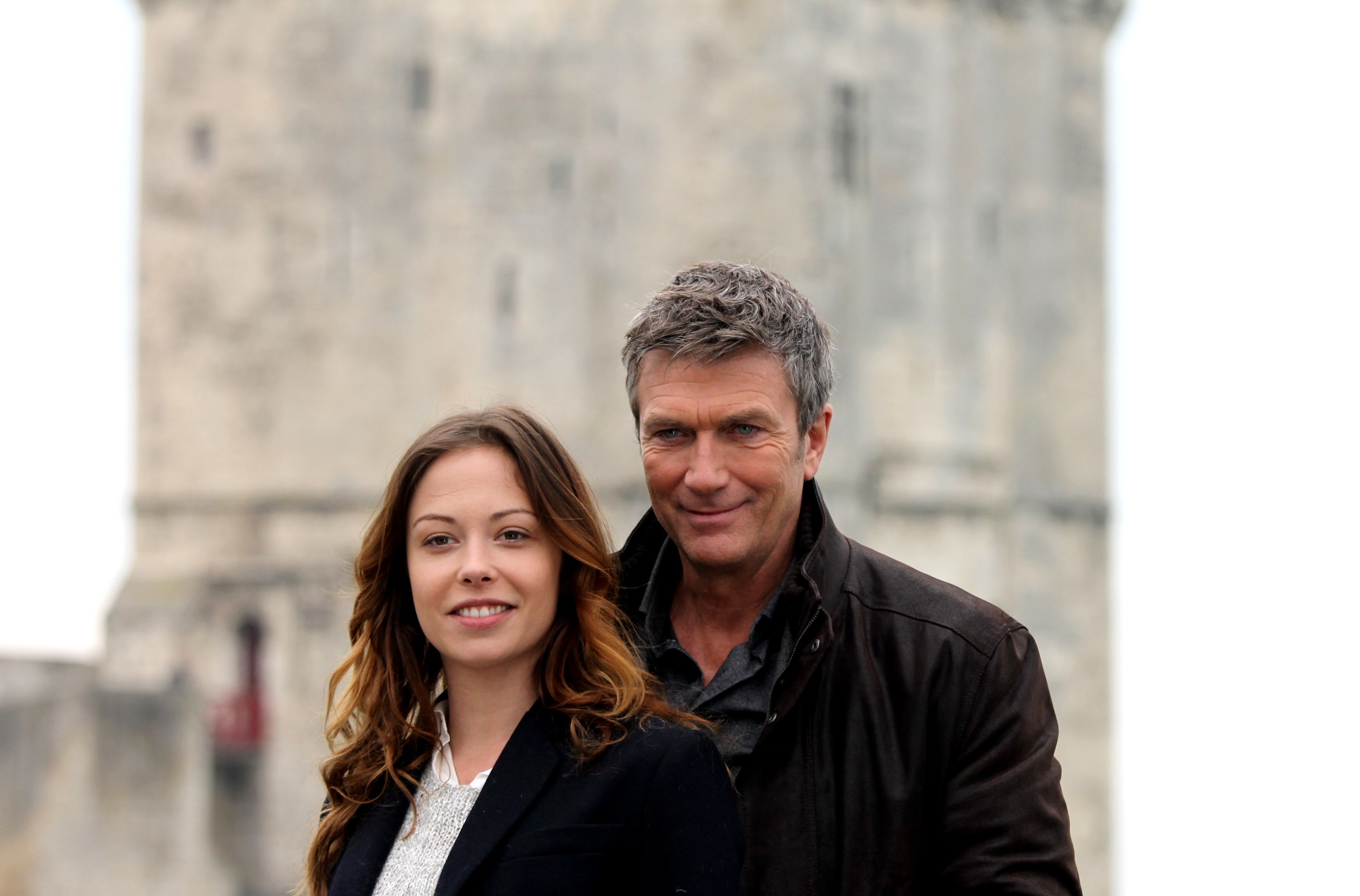
Dounia Coesens et Philippe Caroit sur le tournage de Meurtres à La Rochelle en mars 2015.

- 1982 : Les Secrets de la princesse de Cadignan téléfilm de Jacques Deray d'après Honoré de Balzac : Michel Chrestien
- 1982 : Marion de Jean Pignol
- 1985 : Le Diable dans le bénitier
- 1986 : Le Libertin de qualité dans la Série rose
- 1988 : Sueurs froides
- 1988 : Les Cinq Dernières Minutes Un modèle de genre de Gilles Combet
- 1989-1990 : V comme vengeance
- 1989-1991 : Coplan
- 1992 : Missione d'amore (Mission d'amour)
- 1993 : Les Grandes Marées
- 1993 : Le Siècle des Lumières de Humberto Solás
- 1995-2001 : Les Bœuf-carottes : Inspecteur David Kaan
- 1996 : Cancoon
- 1999 : Tramontane : Paul Lansac
- 1999 : L'Immortelle (saison 1, épisode 16)
- 2000 : La tribu de Zoé : Mathieu
- 2001 : Méditerranée : Pascal Bobbio
- 2002 : Femmes de loi (épisode : Dette d'amour) : Maitre Paul Gonssard
- 2003 : Le Bleu de l'océan : Clément Mallet
- 2003 : Une femme si parfaite
- 2003 : MI-5 (saison 2, épisode 7) : Jean-Luc Boyon
- 2004 : Imperium : Nerone : Apollonius
- 2005 : Un transat pour huit : Pierre
- 2005 : Trois femmes… un soir d'été
- 2005 : Sauveur Giordano (épisode : L'envers du décor) : le Docteur Faroux
- 2005 : La Voie de Laura : Jérôme
- 2005 : Trois femmes flics : le commandant Moriset
- 2006 : Joséphine, ange gardien (saison 10, épisode 1 : La couleur de l'amour) : Thomas
- 2007 : Chassé croisé amoureux de Gérard Cuq : Thierry
- 2007-2010 : RIS police scientifique de Stéphane Kaminka : Gilles Sagnac
- 2011 : Camping Paradis (saison 2, épisode 4) : Thierry
- 2011 : Merci Patron de Pierre Joassin : Gérard
- 2011 : Commissaire Magellan (épisode : Mort subite) d'Etienne Dhaene : Lucas Barbier
- 2012 : Toussaint Louverture de Philippe Niang : Bayon
- 2013 : Joséphine, ange gardien (épisode : En roue Libre) : Christophe Giovanni
- 2014 : L'amour au sommet (Die Staatsaffäre) de Michael Rowitz : Guy Dupont
- 2014 : Crimes et botanique de Bruno Garcia : Bruno Volker
- 2015 : Meurtres à La Rochelle d'Étienne Dhaene : Raphaël Weiss
- 2016 : Mallory de François Guérin : Joseph Mallory
- 2017 : Camping Paradis : Miss Camping : Stéphane
- 2017 : Le Prix de la vérité d'Emmanuel Rigaut : Daniel Caron
- 2017 : Über die Grenze de Michael Rowitz : Yves Kleber
- 2017 : Munch (épisode 8) : Rodolphe Dulac
- 2017-2020 : Crimes parfaits de Lionel Chatton : Commissaire Damien Roche
- 2019 : La Malédiction du volcan de Marwen Abdallah : Edouard de Richebourg
- 2020 : Meurtres à Cayenne de Marc Barrat : Lieutenant Antoine Lagarde[2]
- 2022 : Cassandre Les régates : Marc Lanvin
- 2024 : Monsieur Parizot de Nicolas Copin
- 2024 : À qui profite le doute ? de Stéphanie Tchou-Cotta : Giovanni Costello
- 2025 : Meurtres à Saint-Martin de François Guérin: médecin légiste Pasteur
- 2025: Les Mystères des grottes du Régulus de Lorie Pester: Jean-Marc Monnier

### Réalisateur
- 1999 : Faire part,  court métrage

## Théâtre
- 1984 : Un homme nommé Jésus d'Alain Decaux, mise en scène de Robert Hossein, Palais des Sports
- 1987 : Cinq nôs modernes de Yukio Mishima, mise en scène de Maurice Béjart, au Théâtre du Rond-Point
- 2002 : La Locandiera de Carlo Goldoni, mise en scène de Jean-Claude Brialy, Festival d'Anjou, tournée
- 2004 : Accords parfaits de Louis-Michel Colla, mise en scène Anne Bourgeois, Théâtre de la Gaîté-Montparnasse
- 2010 : Seznec mise en scène de Robert Hossein (rôle de Seznec), Théâtre de Paris
- 2013 : La société des loisirs de François Archambault, mise en scène Stéphane Hillel, Petit Théâtre de Paris
- 2018 : Le Journal de ma fille de Coralie Miller, mise en scène Jean-Luc Moreau, théâtre Tête d'Or et tournée